# John Sculley
John Sculley, född 6 april 1939 i New York i New York, är en amerikansk företagsledare, VD för Pepsi-Cola 1977–1983 och för Apple Computer 1983–1993.
John Sculley lät sig övertalas av Steve Jobs att börja arbeta för Apple Computer 1983. Det dröjde inte länge förrän John Sculley och Steve Jobs fick svårigheter att samarbeta vilket ledde till att Steve Jobs tvingades lämna Apple Computer 1985. På grund av en stadigt sjunkande lönsamhet tvingades även John Sculley med tiden lämna Apple Computer för att ersättas av Michael Spindler.